# Coupe d'Europe de ski alpin 2007-2008
Navigation
Édition précédente Édition suivante
La Coupe d'Europe de ski alpin 2007-2008 est la 37e édition de la Coupe d'Europe de ski alpin, compétition de ski alpin organisée annuellement par la Fédération internationale de ski. Elle se déroule du 8 novembre 2007 au 15 mars 2008 dans trente-neuf stations européennes réparties dans quatorze pays. Ce sont la suisse Lara Gut et l'autrichien Marcel Hirscher qui remportent les classements généraux.

## Déroulement de la saison
La saison débute par des slaloms indoors, masculin à Landgraaf le 8 novembre 2007 et féminin à Bottrop le 9. Elle comporte, après annulations et reports, vingt étapes masculines et dix-neuf étapes féminines réparties dans quatorze pays. Les finales ont lieu du 10 au 15 mars 2008 sur les stations françaises et italienne de Serre Chevalier, Montgenèvre et Clavières. Cette saison sacre deux futurs champions du monde et gros palmarès du ski mondial. Chez les femmes Lara Gut, jeune suisse alors âgée de seize ans (dix-sept pour les dernières courses), monte douze fois sur un podium dont sept fois sur la plus haute marche, s’adjugeant ainsi les globes de super-G, de descente et le gros globe avec une avance de plus de trois-cent points, tout en participant à ses premières courses de coupe du monde (dont un premier podium en descente à Saint-Moritz). Le circuit masculin sacre aussi un futur grand champion, l'autrichien de dix-huit ans Marcel Hirscher, avec une avance plus petite mais alors que lui aussi participe à la coupe du monde et y décroche ses deux premiers podiums (troisième des slaloms de Kranjska Gora et Bormio).

### Saison des messieurs
| \| Landgraaf Åre Geilo Jasná Bansko \| Sites des compétitions en Europe (hors des Alpes) |
| Landgraaf Åre Geilo Jasná Bansko                                                         |

| \| Valloire Obereggen San Vigilio Altenmarkt im Pongau Nauders Hinterstoder Veysonnaz Crans-Montana Sarentino Pozza di Fassa Chamonix Sella Nevea Kranjska Gora Garmisch-Partenkirchen Madesimo Montgenèvre Serre Chevalier Les Orres \| Les sites des compétitions situés dans les Alpes |
| Valloire Obereggen San Vigilio Altenmarkt im Pongau Nauders Hinterstoder Veysonnaz Crans-Montana Sarentino Pozza di Fassa Chamonix Sella Nevea Kranjska Gora Garmisch-Partenkirchen Madesimo Montgenèvre Serre Chevalier Les Orres                                                        |

### Saison des dames
| \| Bottrop Neuss Levi Rovaniemi Abetone Soldeu La Molina Candanchú \| Sites des compétitions en Europe (hors des Alpes) |
| Bottrop Neuss Levi Rovaniemi Abetone Soldeu La Molina Candanchú                                                         |

| \| Alleghe Davos Courchevel Turnau Melchsee-Frutt Caspoggio St-Moritz Lenggries Tarvisio Haus im Ennstal Les Orres Clavières \| Les sites des compétitions situés dans les Alpes |
| Alleghe Davos Courchevel Turnau Melchsee-Frutt Caspoggio St-Moritz Lenggries Tarvisio Haus im Ennstal Les Orres Clavières                                                        |

## Classement général
Les vainqueurs des classements généraux sont la suisse Lara Gut et Marcel Hirscher. Chez les hommes l'équipe autrichienne domine globalement les débats avec sept skieurs parmi les dix meilleurs, alors que six nationalités sont représentées dans le top dix féminin.
| Rang | Nom                   | Points | Victoire(s) | Podium(s) |
| ---- | --------------------- | ------ | ----------- | --------- |
| 1    | Marcel Hirscher       | 798    | 2           | 8         |
| 2    | Stefan Thanei         | 776    | 3           | 6         |
| 3    | Florian Scheiber      | 622    | 1           | 1         |
| 4    | Christoph Alster (de) | 592    | 2           | 5         |
| 5    | Jukka Leino           | 564    | 2           | 4         |
| 6    | Peter Struger         | 552    | 1           | 4         |
| 7    | Reinfried Herbst      | 516    | 4           | 5         |
| 8    | Patrick Bechter       | 501    |             | 3         |
| 9    | Philipp Schörghofer   | 486    | 2           | 4         |
| 10   | Olivier Brand (de)    | 469    | 1           | 2         |

| Rang | Nom                 | Points | Victoire(s) | Podium(s) |
| ---- | ------------------- | ------ | ----------- | --------- |
| 1    | Lara Gut            | 1370   | 7           | 12        |
| 2    | Monika Springl (de) | 1061   | 2           | 10        |
| 3    | Anna Fenninger      | 1012   | 3           | 7         |
| 4    | Nadja Kamer         | 848    | 1           | 6         |
| 5    | Veronica Smedh      | 736    |             | 4         |
| 6    | Andrea Dettling     | 725    | 1           | 5         |
| 7    | Vanja Brodnik       | 719    | 2           | 5         |
| 8    | Stefanie Köhle      | 645    | 2           | 3         |
| 9    | Ilka Štuhec         | 625    | 1           | 4         |
| 10   | Irene Curtoni       | 564    | 1           | 3         |

## Classements de chaque discipline
Les noms en gras remportent les titres des disciplines.

### Descente
Les vainqueurs des classements de descente sont la Suisse Lara Gut et le slovène Rok Perko. À noter que les skieuses suisse trustent le podium féminin.
| Rang | Nom                   | Points | Victoire(s) | Podium(s) |
| ---- | --------------------- | ------ | ----------- | --------- |
| 1    | Rok Perko             | 363    | 1           | 3         |
| 2    | Christoph Alster (de) | 346    | 1           | 3         |
| 3    | Peter Struger         | 340    | 1           | 3         |
| 4    | Stefan Thanei         | 311    | 1           | 2         |
| 5    | Thomas Graggaber (de) | 247    |             |           |
| 6    | Petr Záhrobský        | 245    |             |           |
| 7    | Jérémie Durand (de)   | 226    |             |           |
| 8    | Florian Scheiber      | 202    | 1           | 1         |
| 9    | Alexandre Pittin      | 185    | 1           | 1         |
| 10   | Mirko Deflorian       | 171    |             |           |

| Rang | Nom                  | Points | Victoire(s) | Podium(s) |
| ---- | -------------------- | ------ | ----------- | --------- |
| 1    | Lara Gut             | 340    | 2           | 4         |
| 2    | Nadja Kamer          | 262    | 1           | 2         |
| 3    | Andrea Dettling      | 256    |             | 3         |
| 3    | Nicole Schmidhofer   | 256    | 1           | 2         |
| 5    | Anna Fenninger       | 213    | 0           | 1         |
| 6    | Stefanie Moser       | 180    |             |           |
| 7    | Regina Mader         | 133    |             |           |
| 8    | Keely Kelleher (de)  | 116    |             |           |
| 9    | Pascale Berthod (de) | 105    |             |           |
| 10   | Monika Springl (de)  | 100    | 1           | 1         |

### Super G
Les vainqueurs des classements de super G sont les suisses Lara Gut  et Olivier Brand (de).
| Rang | Nom                   | Points | Victoire(s) | Podium(s) |
| ---- | --------------------- | ------ | ----------- | --------- |
| 1    | Olivier Brand (de)    | 303    | 1           | 2         |
| 2    | Aronne Pieruz (it)    | 367    |             | 2         |
| 3    | Stefan Thanei         | 346    | 1           | 2         |
| 3    | Christoph Alster (de) | 346    | 1           | 2         |
| 3    | Peter Strodl          | 346    |             | 2         |
| 6    | Dominik Paris         | 203    | 1           | 1         |
| 7    | Sébastien Pichot      | 202    |             | 2'        |
| 8    | Vitus Lüönd           | 195    |             | 2'        |
| 9    | Mirko Deflorian       | 190    | 1           | 1         |
| 10   | Massimo Penasa        | 180    |             | 1         |

| Rang | Nom                   | Points | Victoire(s) | Podium(s) |
| ---- | --------------------- | ------ | ----------- | --------- |
| 1    | Lara Gut              | 500    | 4           | 5         |
| 2    | Anna Fenninger        | 292    | 1           | 3         |
| 3    | Nadja Kamer           | 289    |             | 2         |
| 4    | Nicole Schmidhofer    | 187    |             | 1         |
| 5    | Regina Mader          | 176    |             | 1         |
| 6    | Giulia Candiago (it)  | 165    | 1           | 1         |
| 7    | Monika Springl (de)   | 150    | 0           | 1         |
| 8    | Vanja Brodnik         | 148    |             |           |
| 9    | Lisa-Marie Walz       | 131    |             | 1         |
| 10   | Margret Altacher (de) | 126    |             |           |

### Géant
Les vainqueurs des classements de slalom géant sont l'autrichienne Stefanie Köhle et le finlandais Jukka Leino.
| Rang | Nom                   | Points | Victoire(s) | Podium(s) |
| ---- | --------------------- | ------ | ----------- | --------- |
| 1    | Jukka Leino           | 416    | 2           | 3         |
| 2    | Philipp Schörghofer   | 414    | 2           | 4         |
| 3    | Gauthier de Tessières | 385    | 1           | 5         |
| 4    | Christoph Nösig       | 295    | 1           | 2         |
| 5    | Florian Scheiber      | 290    |             |           |
| 6    | Patrick Bechter       | 269    |             | 1         |
| 7    | Marcel Hirscher       | 259    |             | 2         |
| 8    | Michael Gufler        | 204    | 1           | 1         |
| 9    | Fritz Dopfer          | 202    |             | 1         |
| 10   | Marcus Sandell        | 200    | 1           | 2         |

| Rang | Nom                     | Points | Victoire(s) | Podium(s) |
| ---- | ----------------------- | ------ | ----------- | --------- |
| 1    | Stephanie Köhle         | 437    | 2           | 3         |
| 2    | Ilka Štuhec             | 409    | 1           | 4         |
| 3    | Monika Springl (de)     | 367    |             | 3         |
| 4    | Lara Gut                | 363    | 1           | 2         |
| 5    | Vanja Brodnik           | 318    | 2           | 3         |
| 6    | Mateja Robnik           | 310    | 1           | 3         |
| 7    | Andrea Dettling         | 274    | 1           | 1         |
| 8    | Veronica Smedh          | 261    |             |           |
| 8    | Taïna Barioz            | 261    |             |           |
| 10   | Carolin Fernsebner (de) | 251    |             | 2         |

### Slalom
Les vainqueurs des classements de slalom sont l'italienne Irene Curtoni et l'autrichien Marcel Hirscher. 
Pour les femmes comme pour les hommes la saison a comporté deux slaloms indoors qui ne sont pas comptabilisés dans ce classement : voire la section #Slalom indoor.
| Rang | Nom              | Points | Victoire(s) | Podium(s) |
| ---- | ---------------- | ------ | ----------- | --------- |
| 1    | Marcel Hirscher  | 539    | 2           | 5         |
| 2    | Reinfried Herbst | 510    | '4          | 5         |
| 3    | Stefan Kogler    | 400    |             | 2         |
| 4    | Steve Missillier | 376    | 2           | 3         |
| 5    | Naoki Yuasa      | 350    |             | 4         |
| 6    | Mattias Hargin   | 334    | 2           | 5         |
| 7    | Edoardo Zardini  | 239    |             | 1         |
| 8    | Mitja Dragšič    | 230    |             | 2         |
| 9    | Patrick Bechter  | 203    |             | 1         |
| 10   | Anthony Obert    | 177    |             |           |

| Rang | Nom                 | Points | Victoire(s) | Podium(s) |
| ---- | ------------------- | ------ | ----------- | --------- |
| 1    | Irene Curtoni       | 545    | 1           | 3         |
| 2    | Veronica Smedh      | 465    | 2           | 4         |
| 3    | Katharina Dürr      | 423    | 1           | 3         |
| 4    | Hailey Duke         | 381    | 2           | 4         |
| 5    | Sandra Gini         | 345    | 3           | 3         |
| 6    | Monika Springl (de) | 341    | 1           | 3         |
| 7    | Nastasia Noens      | 279    | 0           | 1         |
| 8    | Susanne Riesch      | 249    | 1           | 2         |
| 9    | Marina Nigg         | 246    | 1           | 2         |
| 10   | Fanny Chmelar       | 220    |             | 1         |

### Combiné
Les vainqueurs des classements du combiné sont l'autrichienne Anna Fenninger et l'italien Stefan Thanei. 
| Rang | Nom                         | Points | Victoire(s) | Podium(s) |
| ---- | --------------------------- | ------ | ----------- | --------- |
| 1    | Stefan Thanei               | 202    | 1           | 2         |
| 2    | Bernhard Graf               | 146    |             | 2         |
| 3    | Andrej Križaj               | 140    |             | 1         |
| 4    | Christian Flaschberger (de) | 125    |             | 1         |
| 5    | Jérémie Durand (de)         | 124    | 1           | 1         |
| 6    | Peter Struger               | 120    |             | 1         |
| 7    | Siegmar Klotz               | 104    |             | 1         |
| 8    | Christoph Dreier            | 100    | 1           | 1         |
| 9    | Matteo Marsaglia            | 89     |             | 1         |
| 10   | Michael Gufler              | 85     |             |           |

| Rang | Nom                   | Points | Victoire(s) | Podium(s) |
| ---- | --------------------- | ------ | ----------- | --------- |
| 1    | Anna Fenninger        | 170    |             |           |
| 2    | Margret Altacher (de) | 123    | 1           | 1         |
| 3    | Lara Gut              | 100    |             | 1         |
| 3    | Maruša Ferk           | 100    |             | 1         |
| 3    | Simone Streng (de)    | 100    | 1           | 1         |
| 3    | Michaela Kirchgasser  | 100    | 1           | 1         |
| 7    | Nadja Kamer           | 96     |             | 1         |
| 8    | Katie Hitchcock       | 80     |             | 1         |
| 9    | Margot Bailet         | 74     |             |           |
| 10   | Ilka Štuhec           | 72     |             |           |

### Slalom indoor
Pour les femmes comme pour les hommes la saison a comporté deux slaloms indoors. Les temps de ces deux courses ont été additionnés et à cette addition des deux courses a été attribué des points de manière classique, comme si chaque épreuve était une manche d'une même course. Ces points ne comptent pas pour le classement du slalom, mais comptent dans le classement général.
Les vainqueurs sont l'allemande Monika Springl et le suédois Hans Olsson.
| Rang | Nom                 | Points |
| ---- | ------------------- | ------ |
| 1    | Hans Olsson         | 100    |
| 2    | Christof Innerhofer | 80     |
| 3    | Paul McDonald       | 60     |
| 4    | Magnus Andersson    | 50     |
| 5    | Anthony Obert       | 45     |

| Rang | Nom                   | Points |
| ---- | --------------------- | ------ |
| 1    | Monika Springl (de)   | 100    |
| 2    | Anna Fenninger        | 80     |
| 3    | Katharina Dürr        | 60     |
| 4    | Vanja Brodnik         | 50     |
| 5    | Margret Altacher (de) | 45     |

## Calendrier et résultats

### Messieurs
| N°      | Lieu                   | Date              | Épreuve       | Vainqueur                                                    | Deuxième                                                     | Troisième                                                    |
| ------- | ---------------------- | ----------------- | ------------- | ------------------------------------------------------------ | ------------------------------------------------------------ | ------------------------------------------------------------ |
| 1       | Landgraaf              | 8 novembre 2007   | Slalom indoor | Christof Innerhofer                                          | Paul McDonald                                                | Pierre Paquin                                                |
| 2       | Landgraaf              | 9 novembre 2007   | Slalom indoor | Olsson Hans                                                  | Anthony Obert                                                | Magnus Andersson                                             |
| -       | Åre                    | 1er décembre 2007 | Slalom        | Épreuve annulée.                                             | Épreuve annulée.                                             | Épreuve annulée.                                             |
| 3       | Åre                    | 2 novembre 2007   | Slalom        | Reinfried Herbst                                             | Manfred Pranger                                              | Jukka Leino                                                  |
| 4       | Geilo                  | 4 décembre 2007   | Géant         | Jukka Leino                                                  | Michael Zach (de)                                            | Gauthier de Tessières                                        |
| 5       | Geilo                  | 5 décembre 2007   | Géant         | Jukka Leino                                                  | Christoph Nösig                                              | Gauthier de Tessières                                        |
| -       | Valloire               | 9 décembre 2007   | Géant         | Épreuves annulées,.                                          | Épreuves annulées,.                                          | Épreuves annulées,.                                          |
| -       | Valloire               | 10 décembre 2007  | Géant         | Épreuves annulées,.                                          | Épreuves annulées,.                                          | Épreuves annulées,.                                          |
| 6       | Obereggen              | 12 décembre 2007  | Slalom        | André Myhrer                                                 | Naoki Yuasa                                                  | Marcel Hirscher                                              |
| 7       | San Vigilio di Marebbe | 13 décembre 2007  | Géant         | Marcus Sandell                                               | Patrick Bechter                                              | Philipp Schörghofer                                          |
| 8       | San Vigilio di Marebbe | 14 décembre 2007  | Slalom        | Marcel Hirscher                                              | Naoki Yuasa                                                  | Mitja Dragšič                                                |
| 9       | Altenmarkt im Pongau   | 20 décembre 2007  | Descente      | Peter Struger                                                | Cornel Züger (de)                                            | Konrad Hari                                                  |
| 10      | Altenmarkt im Pongau   | 21 décembre 2007  | Combiné       | Christoph Dreier                                             | Stefan Thanei                                                | Andrej Križaj                                                |
| -       | Altenmarkt im Pongau   | 21 décembre 2007  | Super G       | Épreuve remplacée par Crans-Montana le 19 janvier 2008.      | Épreuve remplacée par Crans-Montana le 19 janvier 2008.      | Épreuve remplacée par Crans-Montana le 19 janvier 2008.      |
| 11      | Nauders                | 7 janvier 2008    | Slalom        | Marcel Hirscher                                              | Stefan Kogler                                                | Reinfried Herbst                                             |
| 12      | Nauders                | 8 janvier 2008    | Slalom        | Steve Missillier                                             | Edoardo Zardini                                              | Marcel Hirscher                                              |
| 13      | Hinterstoder           | 10 janvier 2008   | Super G       | Mirko Deflorian                                              | Vitus Lüönd                                                  | Sébastien Pichot                                             |
| 14      | Hinterstoder           | 11 janvier 2008   | Géant         | Christoph Nösig                                              | Fritz Dopfer                                                 | Marcus Sandell                                               |
| -       | Veysonnaz              | 14 janvier 2008   | Géant         | Épreuve annulée, remplacée par Madesimo le 21 février 2008,. | Épreuve annulée, remplacée par Madesimo le 21 février 2008,. | Épreuve annulée, remplacée par Madesimo le 21 février 2008,. |
| 15      | Crans-Montana          | 17 janvier 2008   | Descente      | Thomas Lanning                                               | Rok Perko                                                    | Thibault Garnier                                             |
| 16      | Crans-Montana          | 18 janvier 2008   | Combiné       | Stefan Thanei                                                | Bernhard Graf                                                | Siegmar Klotz Christian Flaschberger (de)                    |
| 17      | Crans-Montana          | 21 décembre 2007  | Super G,      | Olivier Brand (de)                                           | Peter Strodl                                                 | Andrew Weibrecht                                             |
| 18      | Sarentino              | 23 janvier 2008   | Descente      | Patrick Wright                                               | Stefan Thanei                                                | Elmar Hofer (de)                                             |
| 19      | Sarentino              | 24 janvier 2008   | Combiné       | Jérémie Durand (de)                                          | Peter Struger                                                | Bernhard Graf Matteo Marsaglia                               |
| 20      | Sarentino              | 25 décembre 2007  | SuperG        | Christopher Beckmann (de)                                    | Stefan Thanei                                                | Christoph Alster (de) Olivier Brand (de)                     |
| 21      | Pozza di Fassa         | 26 janvier 2008   | Slalom        | Johan Brolenius                                              | Bernard Vajdic                                               | Naoki Yuasa                                                  |
| 22      | Chamonix               | 31 janvier 2008   | Descente      | Alexandre Pittin                                             | Christoph Alster (de)                                        | Rok Perko                                                    |
| 23      | Chamonix               | 1er février 2008  | Descente      | Rok Perko                                                    | Petr Záhrobský                                               | Jérémie Durand (de)                                          |
| 24      | Jasná                  | 7 février 2008    | Géant         | Michael Gufler                                               | Philipp Schörghofer                                          | Gauthier de Tessières                                        |
| 25      | Jasná                  | 8 février 2008    | Géant         | Gauthier de Tessières                                        | Marcel Hirscher                                              | Kjetil Jansrud                                               |
| 26      | Sella Nevea            | 11 février 2008   | Super G       | Stefan Thanei                                                | Peter Strodl                                                 | Aronne Pieruz (it)                                           |
| 27      | Sella Nevea            | 12 février 2008   | Super G       | Dominik Paris                                                | Sébastien Pichot                                             | Massimo Penasa                                               |
| 28      | Kranjska Gora          | 14 février 2008   | Slalom        | Reinfried Herbst                                             | Mitja Dragšič                                                | Steve Missillier                                             |
| 29      | Kranjska Gora          | 15 février 2008   | Slalom        | Reinfried Herbst                                             | Ted Ligety                                                   | Johan Brolenius                                              |
| 30      | Garmisch-Partenkirchen | 17 février 2008   | Slalom        | Markus Vogel                                                 | Stefan Kogler                                                | Patrick Bechter                                              |
| 31      | Garmisch-Partenkirchen | 18 février 2008   | Slalom        | Reinfried Herbst                                             | Naoki Yuasa                                                  | Marcel Hirscher                                              |
| 32      | Madesimo               | 20 février 2008   | Géant         | Philipp Schörghofer                                          | Jukka Leino                                                  | Gauthier de Tessières                                        |
| 33      | Madesimo               | 21 février 2008   | Géant,        | Philipp Schörghofer                                          | Marcel Hirscher                                              | Markus Nilsen                                                |
| -       | Madesimo               | 21 février 2008   | Géant         | Épreuve annulée.                                             | Épreuve annulée.                                             | Épreuve annulée.                                             |
| 34      | Bansko                 | 7 mars 2008       | Descente      | Stefan Thanei                                                | Christoph Alster (de)                                        | Peter Struger                                                |
| 35      | Bansko                 | 8 mars 2008       | Descente      | Florian Scheiber                                             | Peter Struger                                                | Petr Záhrobský                                               |
| Finales |                        |                   |               |                                                              |                                                              |                                                              |
| 36      | Montgenèvre            | 11 mars 2008      | Slalom        | Steve Missillier                                             | Marcel Hirscher                                              | Sandro Viletta                                               |
| -       | Serre Chevalier        | 11 mars 2008      | Géant         | Épreuve annulée.                                             | Épreuve annulée.                                             | Épreuve annulée.                                             |
| 37      | Les Orres              | 14 mars 2008      | Descente      | Christoph Alster (de)                                        | Lars Elton Myhre                                             | Jérémie Durand (de)                                          |
| 38      | Les Orres              | 15 mars 2008      | Super G       | Christoph Alster (de)                                        | Aronne Pieruz (it)                                           | Vitus Lüönd                                                  |

### Dames
| N°      | Lieu               | Date             | Épreuve       | Vainqueur             | Deuxième                | Troisième                  |
| ------- | ------------------ | ---------------- | ------------- | --------------------- | ----------------------- | -------------------------- |
| 1       | Bottrop            | 9 novembre 2007  | Slalom indoor | Anna Fenninger        | Monika Springl (de)     | Margret Altacher (de)      |
| 2       | Neuss              | 10 novembre 2007 | Slalom Indoor | Katharina Dürr        | Monika Springl (de)     | Vanja Brodnik              |
| 3       | Levi               | 24 novembre 2007 | Géant         | Vanja Brodnik         | Monika Springl (de)     | Ilka Štuhec Audrey Peltier |
| 4       | Levi               | 25 novembre 2007 | Géant         | Vanja Brodnik         | Monika Springl (de)     | Nadja Kamer                |
| 5       | Rovaniemi          | 27 novembre 2007 | Slalom        | Monika Springl (de)   | Irene Curtoni           | Katharina Dürr             |
| 6       | Rovaniemi          | 28 novembre 2007 | Slalom        | Irene Curtoni         | Monika Springl (de)     | Verena Höllbacher (de)     |
| 7       | Alleghe Zoldo Alto | 10 décembre 2007 | Géant         | Stephanie Köhle       | Mateja Robnik           | Ilka Štuhec                |
| 8       | Alleghe Zoldo Alto | 11 décembre 2007 | Slalom        | Katharina Dürr        | Monika Springl (de)     | Veronica Smedh             |
| 9       | Davos              | 14 décembre 2007 | Combiné       | Margret Altacher (de) | Katie Hitchcock         | Nadja Kamer                |
| 10      | Davos              | 14 décembre 2007 | Super G       | Giulia Candiago (it)  | Lisa-Marie Walz         | Katie Hitchcock            |
| 11      | Courchevel         | 19 décembre 2007 | Géant         | Stephanie Köhle       | Carolin Fernsebner (de) | Vanja Brodnik              |
| 12      | Courchevel         | 20 décembre 2007 | Slalom        | Sandra Gini           | Vanja Brodnik           | Veronica Smedh             |
| 13      | Turnau             | 7 janvier 2008   | Géant         | Andrea Dettling       | Martina Geisler (de)    | Lara Gut                   |
| 14      | Turnau             | 8 janvier 2008   | Slalom        | Sandra Gini           | Marina Nigg             | Fanny Chmelar              |
| 15      | Melchsee-Frutt     | 10 janvier 2008  | Slalom,       | Susanne Riesch        | Katharina Dürr          | Hailey Duke                |
| -       | Melchsee-Frutt     | 11 janvier 2008  | Slalom        | Épreuve annulée.      | Épreuve annulée.        | Épreuve annulée.           |
| 16      | Caspoggio          | 15 janvier 2008  | Descente      | Lara Gut              | Andrea Dettling         | Nicole Schmidhofer         |
| 17      | Caspoggio          | 16 janvier 2008  | Descente      | Lara Gut              | Nadja Kamer             | Andrea Dettling            |
| 18      | Caspoggio          | 17 janvier 2008  | Super G       | Lara Gut              | Nadja Kamer             | Nicole Schmidhofer         |
| 19      | Caspoggio          | 18 janvier 2008  | Super G       | Lara Gut              | Nadja Kamer             | Regina Mader               |
| 20      | Saint-Moritz       | 23 janvier 2009  | Descente      | Nadja Kamer           | Andrea Dettling         | Lara Gut                   |
| 21      | Saint-Moritz       | 24 janvier 2009  | Combiné       | Simone Streng (de)    | Lara Gut                | Andrea Dettling            |
| 22      | Lenggries          | 26 janvier 2008  | Slalom        | Hailey Duke           | Veronica Smedh          | Marina Nigg                |
| 23      | Lenggries          | 27 janvier 2008  | Slalom        | Hailey Duke           | Veronica Smedh          | Sterling Grant (de)        |
| 24      | Tarvisio           | 30 janvier 2008  | Combiné       | Michaela Kirchgasser  | Anna Fenninger          | Maruša Ferk                |
| 25      | Tarvisio           | 31 janvier 2008  | Descente      | Nicole Schmidhofer    | Anna Fenninger          | Marion Rolland             |
| 26      | Abetone            | 4 février 2008   | Géant         | Mateja Robnik         | Stephanie Köhle         | Ilka Štuhec                |
| 27      | Abetone            | 5 février 2008   | Géant         | Ilka Štuhec           | Carolin Fernsebner (de) | Verena Höllbacher (de)     |
| 28      | Soldeu             | 18 février 2008  | Géant         | Lara Gut              | Monika Springl (de)     | Tessa Worley               |
| 29      | La Molina          | 19 février 2008  | Slalom        | Célina Hangl          | Fanny Chmelar           | Hailey Duke                |
| 30      | Candanchú          | 21 février 2008  | Géant         | Fabienne Suter        | Viktoria Rebensburg     | Silvia Berger              |
| 31      | Candanchú          | 22 février 2008  | Slalom        | Sandra Gini           | Fanny Chmelar           | Nastasia Noens             |
| 32      | Haus im Ennstal    | 5 mars 2008      | Descente      | Monika Springl (de)   | Lara Gut                | Chlotilde Weyrich          |
| 33      | Haus im Ennstal    | 6 mars 2008      | Super G       | Lara Gut              | Anna Fenninger          | Monika Springl (de)        |
| 34      | Haus im Ennstal    | 6 mars 2008      | Super G       | Lara Gut              | Anna Fenninger          | Camilla Alfieri (it)       |
| -       | Haus im Ennstal    | 7 mars 2008      | Combiné       | Épreuve annulée.      | Épreuve annulée.        | Épreuve annulée.           |
| Finales |                    |                  |               |                       |                         |                            |
| 35      | Les Orres          | 10 mars 2008     | super G       | Anna Fenninger        | Silvia Berger           | Lara Gut                   |
| -       | Les Orres          | 12 mars 2008     | Descente      | Épreuve annulée.      | Épreuve annulée.        | Épreuve annulée.           |
| 36      | Clavières          | 13 mars 2008     | Géant         | Anna Fenninger        | Mateja Robnik           | Maruša Ferk                |
| 37      | Clavières          | 14 mars 2008     | Slalom        | Célina Hangl          | Susanne Riesch          | Irene Curtoni              |